# Imed Louati
Imed Louati (Sfax, 11 ottobre 1993) è un calciatore tunisino, attaccante del Duhok.

## Carriera
Il 9 gennaio 2017 viene acquistato a titolo definitivo dalla squadra danese del Vejle.

## Palmarès

### Club

#### Competizioni nazionali
- 1. Division: 1

Vejle: 2017-2018